# Miasto Hrvatska Kostajnica
Miasto Hrvatska Kostajnica (chorw. Grad Hrvatska Kostajnica) – jednostka administracyjna w Chorwacji, w żupanii sisacko-moslawińskiej. W 2011 roku liczyła 2756 mieszkańców.